# Liste der Mitglieder der American Academy of Arts and Sciences/2021
Im Jahr 2021 wählte die American Academy of Arts and Sciences 252 Personen zu ihren Mitgliedern.

## Neugewählte Mitglieder
- Rafi Ahmed
- Zeresenay Alemseged
- Hilton Als
- José Enrique Alvarez
- James D. Anderson
- Carol Anderson
- James A. Banks
- Zhenan Bao
- Gilda A. Barabino
- Deanna M. Barch
- Alice Barkan
- Dafna Bar-Sagi
- David Battisti
- Ian Baucom
- John Baugh
- Richard Bauman
- Ruth Behar
- Joan W. Bennett
- Dirk Bergemann
- Cristina Bicchieri
- Terence O. Blanchard
- Thomas Boehm
- P. Dee Boersma
- L. Ebony Boulware
- Kristin Bowman-James
- Pascal R. Boyer
- Susan L. Brantley
- Ronald R. Breaker
- Linda J. Broadbelt
- Jericho Brown
- Nancy J. Brown
- Axel T. Brunger
- Virginia Burrus
- Robert L. Byer
- Hui Cao
- Peter Carmeliet
- Terri Lyne Carrington
- BJ Casey
- Ruth E. Chang
- Teju Cole
- N. Anthony Coles
- Joy Connolly
- Kinshasha Holman Conwill
- Steven J. Corwin
- Kimberlé W. Crenshaw
- Michael M. Crow
- Angela Y. Davis
- Roger J. Davis
- Stefano DellaVigna
- Sharon Y. R. Dent
- Ulrike Diebold
- Mitchell Duneier
- Odile Eisenstein
- Azza M.H. El Kholy
- Yakov Eliashberg
- Arturo Escobar
- James A. Estes
- John W. Etchemendy
- Bernardine Evaristo
- Benson S. Farb
- Robert Christopher Feenstra
- Carol A. Fierke
- Israel Finkelstein
- Katherine E. Fleming
- Virginia Page Fortna
- Andrea Gamarnik
- Rodolfo Gambini
- Barbara Geddes
- Ruth Wilson Gilmore
- Ananda Goldrath
- Fritz Graf
- Bernice Grafstein
- Linda G. Griffith
- Sanjay K. Gupta
- Evelynn M. Hammonds
- Michael G. Hanchard
- Nikole Hannah-Jones
- Valerie Hansen
- Maureen R. Hanson
- Demis Hassabis
- Tyrone B. Hayes
- Nathan L. Hecht
- Mary Kay Henry
- Maria L. Hinojosa
- Stephen P. Hinshaw
- Mary Dana Hinton
- Jennifer Homans
- Arthur L. Horwich
- Jeffrey A. Hubbell
- Gregory Huber
- Duong Thu Huong
- Joseph T. Hupp
- Kaye G. Husbands Fealing
- David Henry Hwang
- Joseph Incandela
- Charles L. Isbell
- Akiko Iwasaki
- Herbert Jäckle
- Lisa P. Jackson
- Sandra Jackson-Dumont
- Arthur Jafa
- Sheila S. Jasanoff
- Sue Jinks-Robertson
- Anthony M. Johnson
- Marcia K. Johnson
- Rucker C. Johnson
- William D. Jones
- Vicky Kalogera
- Paula A. Kerger
- Robin Wall Kimmerer
- Ronald O. Kirk
- Perri Klass
- Mary E. Klotman
- Karin D. Knorr Cetina
- Judith Kroll
- Vijay Kumar
- Jane B. Lancaster (1935–2025)
- George M. Langford
- Elisabeth Le Guin
- Chang-Rae Lee
- Ralph S. Lemon
- Gillian Lester
- Amy-Jill Levine
- Fei-Fei Li
- Patricia Limerick
- Lúcia Garcez Lohmann
- Kelly Lytle Hernández
- Nancy Makri
- Anup Malani
- Luciano A. Marraffini
- Andrew D. Martin
- Nader Masmoudi
- Nadya Mason
- Ann S. Masten
- James N. Mattis
- Deirdre N. McCloskey
- Thomas W. McDade
- Elizabeth McNally
- Muriel Médard
- Julie Mehretu
- Teresa H. Meng
- Federica Mogherini
- Valeria Molinero
- Luis C. Moll
- Michele Moody-Adams
- Tirin Moore
- Teresa Morgan
- Robert P. Moses
- David A. Moss
- Eileen A. Myles
- Na’ilah Suad Nasir
- Frederick Neuhouser
- Dianne K. Newman
- Michele L. Norris
- Larry Norton
- Kyoko Nozaki
- Jodi M. Nunnari
- Naomi Shihab Nye
- Angela V. Olinto
- Angela Onwuachi-Willig
- John G. Palfrey
- Patricia G. Parker
- Suzan-Lori Parks
- Malcolm J. Perry
- Jonas C. Peters
- Anthony B. Pinn
- Stanley A. Plotkin
- Daniel N. Posner
- Kavita Ramanan
- Jorge G. Ramos Ávalos
- Marilyn N. Raphael
- Jereldine Redcorn
- Hanna Reisler
- Andrés Reséndez
- Robbie Robertson (1943–2023)
- Carol V. Robinson
- Barbara Rogoff
- Mary Rothschild
- Charles N. Rotimi
- Kim Sajet
- Richard G. Salomon
- Leona D. Samson
- James J. Sandman
- Eric L. Santner
- Kirk Savage
- Stefan Savage
- Howard D. Schultz
- Kenneth S. Schweizer
- Ruth Scodel
- Rosalind A. Segal
- Mordechai Segev
- Margo I. Seltzer
- Rajiv J. Shah
- Stewart D. Shapiro
- Scott Sheffield
- J. Nicole Shelton
- Yanan Shen
- J. Marshall Shepherd
- Frederick J. Sigworth
- Peter L. Slavin
- Linda Tuhiwai Te Rina Smith
- Karen E. Smith
- Sonya T. Smith
- Victoria L. Sork
- Daniel A. Spielman
- Hortense J. Spillers
- Gayatri Chakravorty Spivak
- Sharada Srinivasan
- Stefanie Stantcheva
- Kumble R. Subbaswamy
- Kara Swisher
- Esther S. Takeuchi
- Deborah F. Tannen
- Kathryn E. Tanner
- Jill Tarter
- Anne M. Thompson
- Ayanna Thompson
- Ginger L. Thompson
- H. Holden Thorp
- Sarah A. Tishkoff
- Haunani-Kay Trask
- Rosemarie Trockel
- Li-Huei Tsai
- Eric Turkheimer
- Karel van der Toorn
- Geerat J. Vermeij
- Ashvin Vishwanath
- Annette Vissing-Jørgensen
- Keith A. Wailoo
- Vanessa Siddle Walker
- R. Jay Wallace
- Ebonya L. Washington
- Daniel H. Weiss
- Jennifer M. Welsh
- Stephen C. West
- Amie Wilkinson
- Deborah Willis
- Mabel O. Wilson
- Oprah Winfrey
- Paula Wolff
- Catherine S. Woolley
- Dawn J. Wright
- Lawrence Wright
- Hao Wu
- Amir Yacoby
- Nieng Yan
- Deborah J. Yashar
- Anne D. Yoder
- Richard J. Youle
- Paul Zanker
- Kenneth S. Zaret
- Marino Zerial